# (3318) Blixen
(3318) Blixen – planetoida z grupy pasa głównego asteroid okrążająca Słońce w ciągu 5,23 lat w średniej odległości 3,01 j.a. Odkryli ją Karl Augustesen i Poul Jensen 23 kwietnia 1985 roku w Obserwatorium Brorfelde. Nazwa planetoidy pochodzi od Karen Blixen (1885–1962) – duńskiej pisarki – i została nadana z okazji jej setnych urodzin.  Przed nadaniem nazwy planetoida nosiła oznaczenie tymczasowe (3318) 1985 HB.